# Karolina Prewęcka
Karolina Prewęcka (ur. 1967) – dziennikarka prasowa, autorka książek.
Ukończyła dziennikarstwo i etnografię w Uniwersytecie Warszawskim.
Przez kilkanaście lat pracowała w redakcji pisma branżowego Media i Marketing Polska.

## Książki
- Przypuszczam, że wątpię, wywiad z Bohdanem Łazuką
- Niejedno przeszłam, wywiad ze Stanisławą Celińską
- Lider. Rola wartości, wywiad z Konradem Jaskółą

Współautorka książek, m.in.: Portrety Listy 500. Edycja 2009 i Jestem mamą.
- z Pawłem Świętoreckim Uśmiech primadonny. Elżbieta Ryl-Górska, (Wydawnictwo Demart), Warszawa 2016, ISBN 978-83-7912-034-5

Koordynowała konkurs Książka Przyjazna Dziecku zorganizowany przez redakcję pisma dla dzieci Świerszczyk, portal eDziecko.pl oraz Fundację Przyjazny Papier.